# Фантанеле (Арад)
Фантанеле (рум. Fântânele) насеље је у Румунији у округу Арад у општини Фантанеле. Oпштина се налази на надморској висини од 125 m.

## Историја
Аустријски царски ревизор Ерлер је 1774. године констатовао да место "Енгелсбрун" припада Сентмиклошком округу, Липовског дистрикта. Ту је римокатоличка црква а становништво је немачко.

## Становништво
Према подацима из 2011. године у насељу је живело 5597 становника.